# NGC 7357
NGC 7357 est une galaxie spirale située dans la constellation de Pégase. Sa vitesse par rapport au fond diffus cosmologique est de 6 964 ± 24 km/s, ce qui correspond à une distance de Hubble de 102,7 ± 7,2 Mpc (∼335 millions d'al). NGC 7357 a été découverte par l'astronome français Édouard Stephan en 1883. L'étoile Eta Pegasi est situé au nord-est et près de cette galaxie. 
La classe de luminosité de NGC 7357 est II et elle présente une large raie HI.
À ce jour, quatre mesures non basées sur le décalage vers le rouge (redshift) donnent une distance de 91,650 ± 11,806 Mpc (∼299 millions d'al), ce qui est à l'intérieur des valeurs de la distance de Hubble. Notons cependant que c'est avec la valeur moyenne des mesures indépendantes, lorsqu'elles existent, que la base de données NASA/IPAC calcule le diamètre d'une galaxie et qu'en conséquence le diamètre de NGC 7357 pourrait être d'environ 53,7 kpc (∼175 000 al) si on utilisait la distance de Hubble pour le calculer.